# Edgardo Rito
Edgardo Rito (El Vigía, Estado Mérida, Venezuela; 17 de febrero de 1996) es un futbolista venezolano. Juega de defensa o centrocampista y su equipo actual es el Caracas Fútbol Club de la Primera División de Venezuela.

## Trayectoria

### Profesional
| Club                  | País           | Año           | Partidos | Goles |
| --------------------- | -------------- | ------------- | -------- | ----- |
| Atlético El Vigía     | Venezuela      | 2013-2014     | 26       | 0     |
| ACD Lara              | Venezuela      | 2014-2015     | 2        | 0     |
| Mineros de Guayana    | Venezuela      | 2016          | 13       | 1     |
| Patriotas Boyacá      | Colombia       | 2017          | 26       | 0     |
| Metropolitanos FC     | Venezuela      | 2018          | 17       | 0     |
| New York Red Bulls II | Estados Unidos | 2019 - 2020   | 34       | 2     |
| Patriotas Boyacá      | Colombia       | 2021 - 2022   | 32       | 3     |
| Oakland Roots         | Estados Unidos | 2022-2023     | 43       | 7     |
| Hartford Athletic     | Estados Unidos | 2023          | 19       | 0     |
| Phoenix Rising FC     | Estados Unidos | 2024-presente | 31       | 1     |
| Caracas F.C           | Venezuela      | 2025-         | 0        | 0     |